# День зелени
День зелени (яп. みどりの日 Мидори-но хи) — государственный праздник Японии. Начиная с 2007 года отмечается 4 мая; в 1989—2006 годах отмечался 29 апреля. Часть японской Золотой недели.
До 1989 года 29 апреля отмечался День рождения императора Сёва (Хирохито). После смерти Хирохито было принято решение оставить 29 апреля праздничным днём. По политическим причинам (Хирохито был императором во время Второй мировой войны) было решено не называть праздник в честь самого императора. Из нескольких вариантов названий выбрали День зелени — Хирохито был известным ценителем живой природы. Начиная с 2007 года праздник в день рождения Хирохито называется Днем Сёва, а День зелени перемещён на до этого безымянный праздничный день 4 мая.